# Ascogaster elongata
Ascogaster elongata är en stekelart som beskrevs av Lyle 1923. Ascogaster elongata ingår i släktet Ascogaster och familjen bracksteklar. Inga underarter finns listade.